# Don't Think of Me
"Don't Think of Me" là bài hát của ca sĩ kiêm nhạc sĩ người Anh Dido. Bài hát được phát hành dưới dạng đĩa đơn thứ hai trích từ album đầu tay của cô, No Angel vào ngày 19 tháng 2 năm 2000 độc quyền tại thị trường Hoa Kỳ. Tuy nhiên, nó được chuyển đến các đài phát thanh sớm hơn hai tháng trước khi ra mắt chính thức, vào tháng 12 năm 1999. Đĩa đơn đạt vị trí thứ 35 trên bảng xếp hạng Adult Top 40 vào tháng 5 năm 2000.

## Danh sách bài hát
1. "Don't Think of Me" (Bản phối của đài phát thanh) - 3:56
2. "Don't Think of Me" (Bản chỉnh lại của album) - 4:18
3. "Don't Think of Me" (Phần giai điệu Call Out Research) - 0:10[1]

## Xếp hạng
| Xếp hạng tuần (2000)         | Thứ hạng cao nhất |
| ---------------------------- | ----------------- |
| US Billboard Adult Pop Songs | 35                |